# カナウツギ
カナウツギ（金空木、学名：Stephanandra tanakae）は、バラ科コゴメウツギ属の落葉低木。

## 特徴
樹形は高さ2.5mに達し、幹は群がって株立ちになる。若い枝は赤褐色を帯び、細く、無毛、古い枝は灰褐色になる。葉は互生し、形は三角状広卵形、先端は尾状に伸びてとがり、基部は心形になり、葉身は長さ5-11cm、幅3.5-7cmになる。葉の表面は無毛で、裏面の葉脈上と脈腋に軟毛が生え、縁は欠刻状の鋭鋸歯になる。葉柄は長さ12-17mmになる。大型の托葉があり、長卵形で先はとがり、長さ10-12mmになり、縁には鋸歯がある。
花期は5-6月。今年枝の先端または葉腋から花序軸を伸ばし、長さ4-10cmになる円錐花序をつくり、径5mmの白色の5弁花を多数咲かせる。萼裂片は卵状三角形で5個、花弁は長さ2mmで5個。雄蕊は約20個あり、長さ0.5mm、雌蕊は1個で花柱は長さ1.2mm。果実は長さ2.5mmの楕円状の袋果となり、2-3個の種子が入る。

## 分布と生育環境
日本固有種。本州の関東地方から中部地方にかけた太平洋側、とくに富士・箱根山地に多く、日本海側の新潟県、秋田県にもわずかに分布し、山地の林縁に生育する。

## 下位分類
- ナカツカナウツギ Stephanandra × nakatsuriparia Hid.Takah. –コゴメウツギ×カナウツギ